# Traditionis custodes
Traditionis custodes (in italiano "Custodi della tradizione") è una lettera apostolica di papa Francesco, pubblicata sotto forma di motu proprio il 16 luglio 2021 per «ristabilire in tutta la Chiesa di Rito romano una sola e identica preghiera che esprima la sua unità, secondo i libri liturgici promulgati dai santi Pontefici Paolo VI e Giovanni Paolo II, in conformità ai decreti del Concilio Vaticano II e in linea con la tradizione della Chiesa».
È stata accompagnata da una sua lettera ai vescovi di tutto il mondo per spiegare le ragioni che l'hanno portato a prendere la decisione di «abrogare tutte le norme, le istruzioni, le concessioni e le consuetudini precedenti al presente Motu Proprio, e di ritenere i libri liturgici promulgati dai santi Pontefici Paolo VI e Giovanni Paolo II, in conformità ai decreti del Concilio Vaticano II, come l'unica espressione della lex orandi del Rito romano».

## Sfondo storico

### La riforma liturgica
Nel 1970, venne pubblicata una nuova edizione del Missale Romanum rivista sulla base delle revisioni volute dal Concilio Vaticano II e indicate nella sua costituzione Sacrosanctum Concilium del 1963. La forma della messa di rito romano in essa indicata differisce chiaramente da quella indicata nell'edizione 1962.

### Giovanni Paolo II
Giovanni Paolo II concesse nel 1984 la facoltà a ciascun vescovo diocesano di permettere ai sacerdoti e ai gruppi che glielo chiedessero di celebrare la messa con il Messale Romano del 1962. I gruppi a favore dei quali essi potevano esercitare tale facoltà dovevano essere estranei a quelli che mettevano in dubbio la validità e la rettitudine dottrinale del Messale del 1970. Le celebrazioni dovevano avere luogo normalmente fuori delle chiese parrocchiali ed essere in latino.
Tale concessione fu comunicata ai presidenti delle conferenze episcopali con la lettera Quattuor abhinc annos della Congregazione del Culto Divino in data 3 ottobre 1984.
Nel 1988, il papa ribadì questa disposizione nel motu proprio con il quale deplorò l'attività di monsignor Marcel Lefebvre, osservando: «dovrà essere ovunque rispettato l'animo di tutti coloro che si sentono legati alla tradizione liturgica latina, mediante un'ampia e generosa applicazione delle direttive, già da tempo emanate dalla Sede Apostolica, per l'uso del Messale Romano secondo l'edizione tipica del 1962».

### Benedetto XVI
Nei colloqui tenuti sotto Benedetto XVI tra la Santa Sede e la Fraternità sacerdotale San Pio X, monsignor Bernard Fellay, superiore generale della Fraternità, formulò due auspici: a) riconoscimento del diritto di ogni sacerdote cattolico di celebrare la messa tridentina, e b) rimozione della scomunica dei quattro vescovi della Fraternità. La scomunica è stata revocata il 21 gennaio 2009.
Il 7 luglio 2007 Benedetto XVI, con il Motu Proprio "Summorum Pontificum", stabilì: «Nelle Messe celebrate senza il popolo, ogni sacerdote cattolico di rito latino, sia secolare sia religioso, può usare o il Messale Romano edito dal beato Papa Giovanni XXIII nel 1962, oppure il Messale Romano promulgato dal Papa Paolo VI nel 1970 [...]. Per tale celebrazione secondo l'uno o l'altro Messale il sacerdote non ha bisogno di alcun permesso, né della Sede Apostolica, né del suo Ordinario». Chi volesse celebrare la messa con il popolo nella forma del 1962 (erano totalmente escluse quelle di date anteriori, senza le riforme introdotte da Pio XII e Giovanni XXIII) dovrebbe solo ottenere l'autorizzazione del parroco (senza più rivolgersi al vescovo diocesano) e limitatamente nelle domeniche a una sola messa.
Inoltre affermò che, pur restando il messale promulgato da san Paolo VI «l'espressione ordinaria della lex orandi [...] della Chiesa cattolica di rito latino», il Missale Romanum pubblicato sotto san Pio V e rivisto sotto Giovanni XXIII era da considerarsi come un'"espressione straordinaria" della stessa lex orandi. Egli così definì la messa rivista nel 1962 "forma straordinaria del rito romano" e la messa uscita dalle riforme liturgiche successive al Vaticano II "forma ordinaria" ossia normale.
Nel 2016 nel libro-intervista Ultime conversazioni con Peter Seewald, papa Benedetto XVI spiegò che le concessioni dell'uso dei libri liturgici in vigore nel 1962 non erano animate dal tentativo di ristabilire la piena comunione con la Fraternità sacerdotale San Pio X, ma semmai miravano a ristabilire l'unità della Chiesa in senso diacronico, perché la «che la Chiesa preservasse la continuità interna con il suo passato», per cui «ciò che prima era sacro non può divenire da un momento all'altro una cosa sbagliata».
All'interno della Fraternità sacerdotale San Pio X molti non erano favorevoli a un avvicinamento con la Santa Sede e non sono riusciti i tentativi di raggiungere un accordo, ma dopo la rinuncia di papa Benedetto XVI, mons. Bernard Fellay ringraziò il papa dimissionario per aver affermato che non era mai stata abrogata la "messa tradizionale" e per aver revocato la scomunica dei vescovi.

### Preparativi per la pubblicazione
Nel 2020, la Congregazione per la dottrina della fede inviò una lettera alle conferenze episcopali chiedendo loro un rapporto sull'applicazione del Summorum Pontificum nelle loro diocesi.
Nel maggio del 2021, meno di due mesi prima della pubblicazione di Traditionis custodes, circolava la notizia che in una sessione a porte chiuse della Conferenza Episcopale Italiana, Francesco avesse detto di avere una bozza di testo pronta per l'approvazione formale per restringere la celebrazione della messa tradizionale.
Traditionis custodes venne pubblicata due giorni dopo il ritorno di papa Francesco da un ricovero in ospedale.

### Il rescritto del febbraio 2023
Un rescritto del febbraio 2023, collegato all'udienza concessa il 20 febbraio al prefetto del Dicastero per il culto divino e la disciplina dei sacramenti, il cardinale Arthur Roche, ribadisce le risposte ai dubia pubblicate insieme ad alcune note esplicative il 4 dicembre 2021, che non erano state approvate in forma specifica.  
Le dispense che permettono la celebrazione con il Messale del 1962 nelle chiese parrocchiali o da parte di sacerdoti ordinati dopo la promulgazione del motu proprio ovvero l'istituzione di parrocchie personali sono considerate dispense riservate alla Santa Sede a norma del can. 87 § 1. Per le dispense già concesse dai vescovi, il rescritto impone ai vescovi di informare il Dicastero competente.

## Contenuto del documento

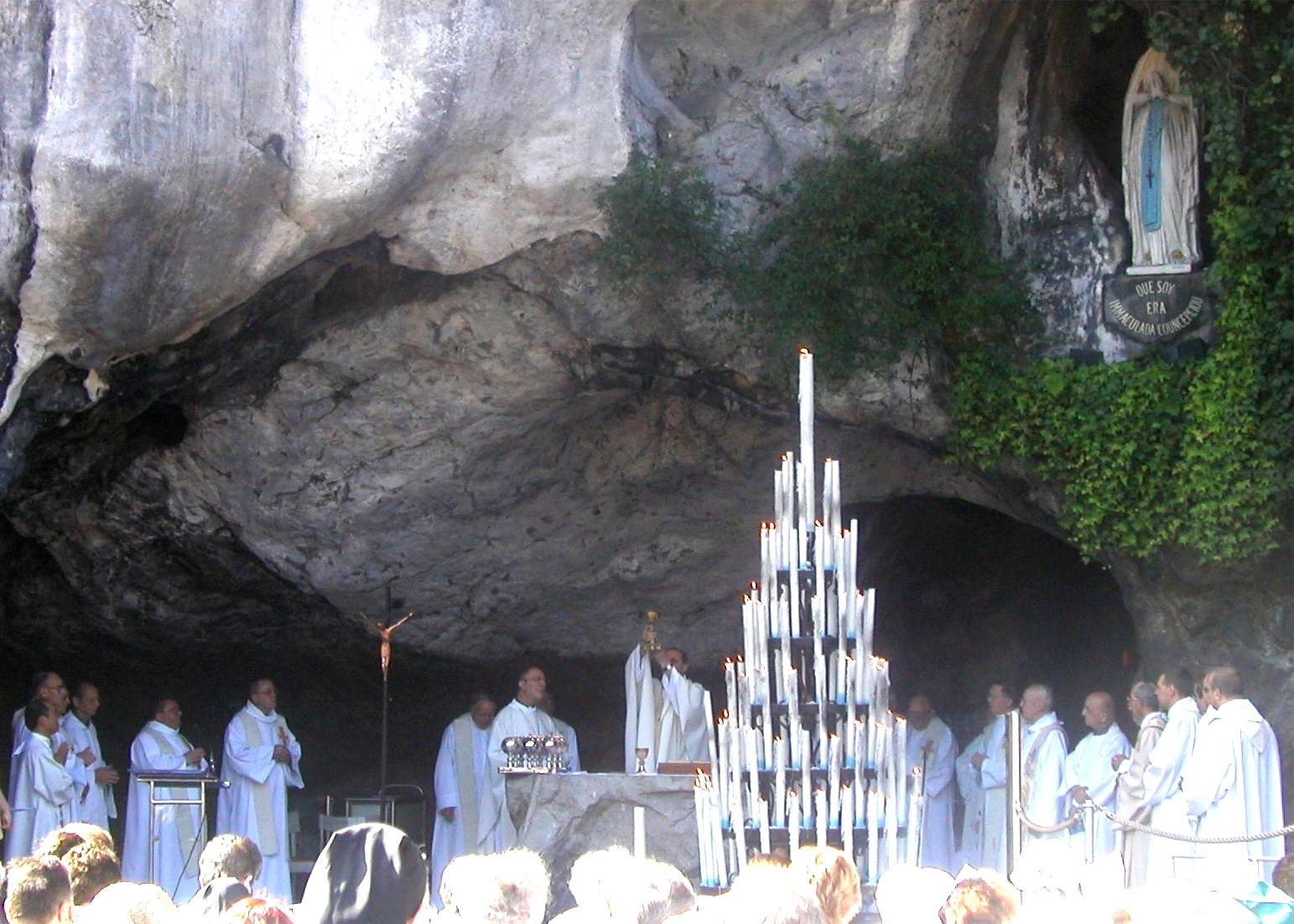
Messa nel Rito romano a Lourdes.

Il motu proprio, che "intende stabilire in tutta la Chiesa di Rito Romano una sola e identica preghiera che esprima la sua unità", contiene le indicazioni giuridiche per le autorizzazioni della celebrazione della messa secondo il Messale Romano pubblicato da papa Giovanni XXIII nel 1962, insieme alle norme per i vescovi riguardo alla cura pastorale dei gruppi che celebrano secondo questo messale.
Le disposizioni di Traditionis custodes sono entrate in vigore il 16 luglio 2021 e sostituiscono quelle contenute nel motu proprio Summorum Pontificum, promulgato da papa Benedetto XVI il 7 luglio 2007. Insieme al testo è stata anche pubblicata una lettera, rivolta ai vescovi, di accompagnamento al motu proprio, per spiegarne il contenuto e le motivazioni.
Il 18 dicembre 2021, la Congregazione per il culto divino e la disciplina dei sacramenti ha pubblicato chiarimenti, approvati da Francesco, sull'attuazione di Traditionis custodes nella forma di Responsa ad dubia.

### Norme
La parte normativa della lettera apostolica è divisa in 8 articoli.

#### Articolo 1
Nel primo articolo papa Francesco scrive che i libri della liturgia emessi dai papi Paolo VI e Giovanni Paolo II dopo il Concilio Vaticano II sono "l'unica espressione della lex orandi del Rito romano". Viene dunque completamente ribaltata la posizione espressa da Benedetto XVI e contenuta nel Motu Proprio "Summorum Pontificum" del 2007, secondo cui messa tradizionale e messa riformata dopo il Concilio Vaticano II sono "due espressioni del medesimo rito romano".
Più precisamente, con questo primo articolo Francesco revoca la dichiarazione normativa di Benedetto XVI, che dichiarò che le espressioni sono due: il Messale di Paolo VI come "espressione ordinaria" e il Messale di Pio V rivisto da Giovanni XXIII come "espressione straordinaria della stessa lex orandi".
I Responsa ad dubia dichiarano che questo articolo riguarda non solo il Messale Romano, ma anche il Rituale romano e il Pontificale romano.

#### Articolo 2
Il secondo articolo stabilisce che spetta al vescovo diocesano l'"esclusiva competenza" di autorizzare l'uso del Messale romano del 1962 nella sua diocesi "secondo le linee guida della Sede Apostolica."
Così si ritira ai parroci e ai rettori di chiese non parrocchiali e non conventuali nelle quali esiste stabilmente un gruppo di fedeli aderenti alla precedente tradizione liturgica la facoltà di dare il necessario permesso, come aveva invece stabilito Benedetto XVI, e si ritorna alla disciplina vigente quando Giovanni Paolo II diede simile autorità solo al vescovo diocesano.

#### Articolo 3
L'articolo 3 riguarda le diocesi in cui prima del 16 luglio 2021 vi era la presenza di uno o più gruppi che celebrano secondo il Messale antecedente alla riforma del 1970. In primo luogo chiede al vescovo che «accerti che tali gruppi non escludano la validità e la legittimità della riforma liturgica, dei dettati del Concilio Vaticano II e del Magistero dei Sommi Pontefici».
È compito del vescovo diocesano pure indicare uno o più luoghi dove i fedeli aderenti a questi gruppi possano radunarsi per la celebrazione eucaristica, non però nelle chiese parrocchiali e senza erigere nuove parrocchie personali. Francesco così riprende la norma decretata nel 1984 sotto Giovanni Paolo II: «Tale celebrazione sia fatta soltanto per l'utilità di quei gruppi che la chiedono; e nelle chiese e oratori indicati dal Vescovo (non, però, nelle chiese parrocchiali, a meno che il Vescovo lo abbia concesso in casi straordinari); nei giorni e alle condizioni fissate dal Vescovo sia abitualmente che per singoli casi».
I Responsa ad dubia dispongono che, laddove non si può individuare una chiesa od oratorio o cappella disponibile per accogliere i fedeli che celebrano con il Messale del 1962, il vescovo diocesano può chiedere alla Congregazione per il culto divino e la disciplina dei sacramenti la dispensa da questa norma per permettere la celebrazione nella chiesa parrocchiale. Non è però opportuno che tale celebrazione, in quanto partecipata solo dai fedeli aderenti al gruppo, venga inserita nell'orario delle messe parrocchiali o che sia messa in concomitanza con le attività pastorali della comunità parrocchiale.
Il vescovo diocesano dovrà inoltre stabilire «nel luogo indicato i giorni in cui sono consentite le celebrazioni eucaristiche con l’uso del Messale Romano promulgato da san Giovanni XXIII nel 1962. In queste celebrazioni le letture siano proclamate in lingua vernacola, usando le traduzioni della sacra Scrittura per l’uso liturgico, approvate dalle rispettive Conferenze Episcopali». I Responsa ad dubia spiegano che, dato che non esiste e non sarà autorizzato alcun lezionario in lingua vernacola che riporti il ciclo (annuale) di letture del Messale del 1962, si deve per forza ricorrere alla Bibbia nella traduzione approvata dalle singole Conferenze Episcopali per l’uso liturgico, scegliendo in essa le pericopi indicate in tale Messale.
Inoltre, il vescovo diocesano dovrà nominare quale suo delegato per tali celebrazioni e per la cura pastorale dei gruppi di fedeli interessati: un sacerdote idoneo, competente in ordine all'utilizzo del Messale del 1962 e che conosca il latino abbastanza per comprendere pienamente le rubriche e i testi liturgici del Messale del 1962 e abbia a cuore non solo la dignitosa celebrazione della liturgia, ma la cura pastorale e spirituale dei fedeli.
Se nella diocesi ci sono parrocchie personali canonicamente erette per i fedeli che celebrano secondo il Messale del 1962, il vescovo diocesano è chiamato a procedere a una congrua verifica della loro effettiva utilità per la crescita spirituale dei fedeli e a valutare se mantenerle o meno.
Il vescovo diocesano, laddove già esistano gruppi stabili di fedeli, non dovrà autorizzare la costituzione di nuovi gruppi di fedeli.

#### Articoli 4 e 5
I sacerdoti ordinati dopo la pubblicazione del motu proprio che intendono celebrare messa con il Messale del 1962 «devono inoltrare formale richiesta al Vescovo diocesano il quale prima di concedere l’autorizzazione ne chiederà il permesso (licentiam rogabit) alla Sede Apostolica».
I Responsa ad dubia dichiarano che la richiesta alla Santa Sede (indirizzata alla Congregazione per il culto divino e la disciplina dei sacramenti) non è la domanda «di un semplice parere consultivo, ma di una necessaria autorizzazione data al Vescovo diocesano da parte della Congregazione per il culto divino e la disciplina dei sacramenti».
"I presbiteri i quali già celebrano secondo il Missale Romanum del 1962, richiederanno al Vescovo diocesano l’autorizzazione per continuare ad avvalersi della facoltà".
I Responsa ad dubia specificano che l'autorizzazione vale unicamente per il territorio del vescovo che la concede e dichiarano che è opportuno che essa sia data ad tempus. L'autorizzazione è necessaria anche per il presbitero che sostituisce un sacerdote autorizzato e per un diacono o ministro istituito che partecipino alla celebrazione.
I Responsa ad dubia prescrivono che, in un giorno feriale, un presbitero autorizzato a usare il Messale del 1962, se in virtù del suo ufficio come parroco o cappellano ecc. ha l'obbligo di celebrare la messa, non può nello stesso giorno celebrare un'altra messa usando il Messale del 1962. In qualsiasi giorno, un presbitero che celebra con il Messale del 1962 non può celebrare un'altra messa per un altro gruppo usando lo stesso Messale.
I Responsa ad dubia dichiarano che, se un presbitero al quale è stato concesso l'uso del Messale del 1962 non riconosce la validità e la legittimità della concelebrazione – rifiutandosi di concelebrare, in particolare, nella Messa crismale – non può continuare a usufruire di tale concessione. Tuttavia, prima di revocare la concessione, il vescovo deve aver cura di stabilire con il presbitero un «confronto fraterno» sia per accertarsi che il presbitero non neghi «la validità e la legittimità della riforma liturgica, dei dettati del Concilio Vaticano II e del Magistero dei Sommi Pontefici», sia per « accompagnarlo verso la comprensione del valore della concelebrazione, in particolare nella Messa Crismale».

#### Articoli 6 e 7
«Gli Istituti di vita consacrata e le Società di vita apostolica, a suo tempo eretti dalla Pontificia commissione Ecclesia Dei passano sotto la competenza della Congregazione per gli istituti di vita consacrata e le società di vita apostolica.» E ancora: «La Congregazione per il culto divino e la disciplina dei sacramenti e la Congregazione per gli istituti di vita consacrata e le società di vita apostolica, per le materie di loro competenza, eserciteranno l'autorità della Santa Sede, vigilando sull’osservanza di queste disposizioni».,
Questi articoli rendono esplicite le conseguenze della soppressione, avvenuta il 19 gennaio 2019, della Pontificia commissione "Ecclesia Dei" istituita il 2 luglio 1988 da papa Giovanni Paolo II e alla quale il papa Benedetto XVI aveva affidato il compito di vigilare sull'osservanza e l'applicazione del suo motu proprio Summorum Pontificum del 2007, e indicando i dicasteri che devono vigilare sulle disposizioni del nuovo motu proprio del 2021.
La questione delle relazioni fra la Santa Sede e la Fraternità Sacerdotale San Pio X, essendo di natura dottrinale, spetta invece alla Congregazione per la dottrina della fede.

#### Articolo 8
L'ultimo articolo della lettera apostolica stabilisce: «Le norme, istruzioni, concessioni e consuetudini precedenti, che risultino non conformi con quanto disposto dal presente Motu Proprio, sono abrogate».
Le disposizioni contenute nella lettera apostolica hanno avuto effetto immediato.

## Lettera di accompagnamento
Papa Francesco ha inoltre legato alla lettera apostolica Traditionis custodes una lettera ecclesiastica diretta ai vescovi del mondo con cui spiega la sua decisione, come del resto papa Benedetto XVI aveva fatto con Summorum Pontificum.

### Motivazioni dei predecessori
In tale lettera, papa Francesco ha fornito una propria interpretazione circa le motivazioni delle concessioni fatte dai suoi predecessori Giovanni Paolo II e Benedetto XVI. La facoltà di usare il messale del 1962 concessa sotto Giovanni Paolo II, secondo Francesco, sarebbe stata «soprattutto motivata dalla volontà di favorire la ricomposizione dello scisma con il movimento guidato da mons. Lefebvre» e «aveva dunque una ragione ecclesiale di ricomposizione dell'unità della Chiesa». Poi, afferma il papa, «quella facoltà venne interpretata da molti dentro la Chiesa come la possibilità di usare liberamente il Messale Romano promulgato da san Pio V, determinando un uso parallelo al Messale Romano promulgato da san Paolo VI. Per regolare tale situazione, Benedetto XVI intervenne sulla questione». Era convinto che il suo provvedimento non avrebbe messo in dubbio una delle decisioni essenziali del Concilio Vaticano II, di cui non avrebbe intaccato l'autorità, e ha dichiarato infondato il timore di spaccature nelle comunità parrocchiali.
Nel 2020, Francesco chiese alla Congregazione per la dottrina della fede di inviare ai vescovi un questionario sull’applicazione del Summorum Pontificum. Dichiara che le risposte pervenute lo avrebbero "preoccupato e addolorato" e «confermato nella necessità di intervenire». Lamenta che l'intento pastorale dei papi suoi predecessori in vista dell'unità della Chiesa (a favore sia di quelli che ne facevano parte sia di quelli che dovevano «ritrovarla nuovamente») sarebbe stato «spesso gravemente disatteso». Le concessioni di san Giovanni Paolo II e quelle ancora più ampie di Benedetto XVI per «ricomporre l'unità del corpo ecclesiale nel rispetto delle varie sensibilità liturgiche è stata usata per aumentare le distanze, indurire le differenze, costruire contrapposizioni che feriscono la Chiesa e ne frenano il cammino, esponendola al rischio di divisioni».

### Il Concilio Vaticano II
Il Papa, d'altro canto, deplora gli abusi di una parte e dell'altra nella celebrazione della liturgia. Stigmatizza l'infedeltà alle prescrizioni del nuovo Messale, a volte addirittura visto, secondo le parole di Benedetto XVI a cui papa Francesco si associa, «come un’autorizzazione o perfino come un obbligo alla creatività, la quale porta spesso a deformazioni al limite del sopportabile». Ma non di meno papa Francesco si dice rattristato da «un uso strumentale del Missale Romanum del 1962 [...] caratterizzato da un rifiuto crescente non solo della riforma liturgica, ma del Concilio Vaticano II, con l’affermazione infondata e insostenibile che abbia tradito la Tradizione e la “vera Chiesa”». «Dubitare del Concilio significa [...] in ultima analisi dubitare dello stesso Spirito Santo che guida la Chiesa».
Tale concilio ecumenico, afferma Francesco, ha voluto insistere sulla piena, consapevole e attiva partecipazione di tutto il Popolo di Dio alla liturgia e sulla base di questi principi «è stata condotta la riforma liturgica, che ha la sua espressione più alta nel Messale Romano, pubblicato [...] da san Paolo VI e riveduto da san Giovanni Paolo II». «Si deve perciò ritenere che il rito romano, più volte adattato lungo i secoli alle esigenze dei tempi, non solo sia stato conservato, ma rinnovato “in fedele ossequio alla Tradizione”», come richiedeva la costituzione conciliare Sacrosanctum Concilium.
Il Papa indica ai sacerdoti legati al Messale del 1962 le opzioni contenute nel Messale riformato: «Chi volesse celebrare con devozione secondo l'antecedente forma liturgica non stenterà a trovare nel Messale Romano riformato secondo la mente del Concilio Vaticano II tutti gli elementi del Rito Romano, in particolare il canone romano».

### Unità della Chiesa
Il motu proprio Traditionis custodes, a giudizio di papa Francesco, è stato reso necessario dalle parole e dagli atteggiamenti di molti che rifiutano i libri liturgici attuali perché rifiutano la Chiesa e le sue istituzioni in nome di quella che essi giudicano la "vera Chiesa", comportamento che contraddice la comunione e contro il quale l'apostolo Paolo aveva reagito vigorosamente (1 Corinzi 1,12-13). Perciò il Papa dichiara: «È per difendere l'unità del Corpo di Cristo che mi vedo costretto a revocare la facoltà concessa dai miei Predecessori. L'uso distorto che ne è stato fatto è contrario ai motivi che li hanno indotti a concedere la libertà di celebrare la Messa con il Missale Romanum del 1962. Poiché «le celebrazioni liturgiche non sono azioni private, ma celebrazioni della Chiesa, che è sacramento di unità», devono essere fatte in comunione con la Chiesa. Il Concilio Vaticano II, mentre ribadiva i vincoli esterni di incorporazione alla Chiesa – la professione della fede, dei sacramenti, della comunione –, affermava con sant'Agostino che è condizione per la salvezza rimanere nella Chiesa non solo con il corpo, ma anche con il cuore».
Secondo papa Francesco, Giovanni Paolo II nel 1988 e Benedetto XVI nel 2007 sarebbero stati motivati a permettere l'uso del Messale Romano del 1962 per la celebrazione della messa «per promuovere la concordia e l'unità della Chiesa» e «facilitare la comunione ecclesiale a quei cattolici che si sentono vincolati ad alcune precedenti forme liturgiche». Egli ha dichiarato che i suoi predecessori erano convinti che «il provvedimento non avrebbe messo in dubbio una delle decisioni essenziali del Concilio Vaticano II, intaccandone in tal modo l’autorità», ma queste non hanno avuto lo sviluppo auspicato.

### Appello ai vescovi
Nella sua lettera papa Francesco ha fatto appello ai vescovi dicendo: «Mentre, nell'esercizio del mio ministero al servizio dell’unità, assumo la decisione di sospendere la facoltà concessa dai miei Predecessori, chiedo a Voi di condividere con me questo peso come forma di partecipazione alla sollecitudine per tutta la Chiesa».
Papa Francesco ha indicato che le istruzioni contenute nel suo motu proprio sono dirette sia al bene di coloro che hanno bisogno di tempo per ritornare al rito romano promulgato da Paolo VI e Giovanni Paolo II sia alla cura di non erigere nuove parrocchie personali, che considera legate alle iniziative di alcuni sacerdoti, piuttosto che rispondenti alle esigenze pastorali. Nello stesso tempo chiede ai vescovi di vigilare sugli abusi liturgici e raccomanda che i seminaristi siano educati alla fedeltà alle prescrizioni dei libri liturgici riformati.

## Reazioni iniziali
Diversi prelati, inclusi i cardinali Raymond Burke, Gerhard Müller e Joseph Zen Ze-kiun, oltre a molti laici frequentatori della Messa tridentina hanno criticato Traditionis custodes. La critica generale da parte dei cattolici di orientamento tradizionale è di presentare la Traditionis custodes e le sue restrizioni come «non necessarie, immotivatamente dure e attuate in modo ingiustificatamente rapido.» Traditionis custodes ha ricevuto invece delle lodi da quei cattolici, di orientamento progressista, che la vedono come un passo verso l'unità della Chiesa.

### Mondo accademico di orientamento progressista
Kurt Martens, professore di diritto canonico dell'Università Cattolica d'America, ha fatto notare come il termine "forma straordinaria" non era più utilizzato nella nuova legislazione e che il nuovo motu proprio «stabilisce che i libri liturgici promulgato in conformità coi decreti del Concilio Vaticano II siano da considerarsi l'unica espressione della lex orandi del rito romano». Egli sottolinea che ai «vescovi diocesani è stata data una grande responsabilità nell'uso della liturgia precedente».
Christopher Bellitto, professore di storia della Chiesa alla Kean University, ha dichiarato come papa Francesco abbia fatto bene a intervenire sulla questione, notando come l'originale decisione di papa Benedetto XVI aveva avuto un numero considerevole di conseguenze non volute che non solo avevano minato l'unità della Chiesa, ma avevano anche peggiorato le relazioni col mondo ebraico. «Francesco ha colpito nel segno con la sua osservazione al fatto che i regolamenti di papa Benedetto del 2007 avessero permesso ulteriori divisioni» ha dichiarato. «Il contraccolpo ne è la prova».
Martin Klöckener, professore di liturgia dell'Università di Friburgo, ha accolto il motu proprio come una correzione necessaria all'approccio voluto da papa Benedetto. Ha fatto notare come esso avrebbe restaurato alcuni elementi di autorità che Benedetto aveva rifiutato ai vescovi diocesani. Egli inoltre ha dichiarato di accogliere positivamente l'approccio di papa Francesco alla messa di Giovanni XXIII come l'unica forma preconciliare di messa oggi permessa, e di credere che papa Francesco abbia agito perché il sondaggio condotto per lui nel 2020 aveva evidenziato come «molti vescovi usavano un linguaggio più chiaro di quello che si sentiva in pubblico».
Douglas Farrow, professore di teologia ed etica della McGill University, ha scritto a tal proposito: «Riassumendo: Traditionis Custodes conferma come la messa antica sia divenuta un punto chiave nella lotta alle disposizioni del Concilio Vaticano II [...] Esso conferma che a Roma la rigidità è all'ordine del giorno.»

### Posizione dei giornalisti Raymond J. de Souza e Michael Sean Winters
La decisione di papa Francesco è stata interpretata da padre Raymond J. de Souza più come una decisione "sociologica" relativa all'unità della Chiesa cattolica che un giudizio sulle qualità spirituali della Messa tridentina.
Michael Sean Winters ha scritto a tal proposito:

### Fraternità sacerdotale San Pio X
Davide Pagliarani, superiore generale della Fraternità sacerdotale San Pio X (gruppo cattolico tradizionalista che non ha accettato le innovazioni e i cambiamenti derivati dal Vaticano II) pubblicò una lettera relativamente al contenuto di Traditionis custodes. In essa egli riporta: «Possiamo denotare, logicamente, che l'era della continuità ermeneutica, con i suoi equivoci, illusioni e sforzi impossibili, sia radicalmente sorpassata [...] Queste misure così nette, non colpiscono direttamente la Società di San Pio X. A ogni modo, possono essere l'occasione per riflettere profondamente sulla situazione.» Egli ha aggiunto che «la Messa Tridentina esprime e convoglia una concezione della vita cristiana - e di conseguenza della Chiesa cattolica - che è assolutamente incompatibile con l'ecclesiologia che emerge dal Concilio Vaticano II. [...] Il problema è simultaneamente dottrinale, morale, spirituale, ecclesiologico e liturgico. In breve, è un problema che affligge tutti gli aspetti della vita della Chiesa, senza eccezione. È una questione di Fede». Egli ha inoltre dichiarato: «Che questo shock, provocato dalla durezza dei testi ufficiali del 16 luglio, serva a rinnovare, approfondire e riscoprire il nostro attaccamento alla Messa Tridentina!»

### Ecclesiastici
Il cardinale americano di orientamento conservatore Raymond Leo Burke, già Prefetto della Segnatura Apostolica, ha pubblicato le sue riflessioni su Traditionis custodes sul suo sito web personale. Vede "una serie di difetti" in Traditionis Custodes, dicendo di non poter comprendere come il nuovo messale romano possa essere considerato "l'unica espressione della lex orandi del rito romano", come detto dal nuovo motu proprio. La forma straordinaria della messa, egli ha dichiarato, «è forma vivente del rito romano e non ha mai cessato di esserlo». Ha fatto notare l'eccezionalità che il motu proprio abbia effetto immediato, considerando che il decreto «contiene molti elementi che richiedono studi per la sua applicazione». Ha aggiunto inoltre che nella sua lunga esperienza pastorale non ha mai notato la situazione gravemente negativa evidenziata da papa Francesco nella sua lettera ai vescovi.. Ha evidenziato come le restrizioni imposte da papa Francesco siano nella sua visione "gravi e rivoluzionarie" e ha messo in dubbio l'autorità del papa nel revocare la pratica della Messa Tridentina.
Il cardinale Gerhard Ludwig Müller, che è stato prefetto della Congregazione per la Dottrina della Fede dal 2012 sino al 2017, ha criticato la lettera per i suoi toni duri, affermando: «Invece di apprezzare il profumo delle pecore, il pastore qui le colpisce duramente col suo bastone». Egli ha contrapposto l'approccio di papa Francesco nel reprimere il movimento tradizionalista all'insufficiente attenzione agli «innumerevoli abusi nella liturgia [...] che sono tacciabili di blasfemia», ma soprattutto alle proposte avanzate nella «via sinodale» della Chiesa cattolica in Germania in corso dal 1º dicembre 2019 fino al 2023.
In risposta alla domanda se il motu proprio di Francesco si riferisca anche a tutti gli altri sacramenti, Arthur Roche, prefetto della Congregazione per il Culto Divino e la Disciplina dei Sacramenti, in una lettera privata recante la firma anche del Segretario della Congregazione, ha detto che è evidente che la nuova legge abroga l'eccezionale e limitata concessione precedente.
Il cardinale Joseph Zen Ze-kiun ha rilasciato una dichiarazione nel suo blog personale nella quale diceva: «Molte tendenziose generalizzazioni presenti nel documento [del motu proprio] hanno colpito i cuori di molte buone persone più di quanto ci si possa aspettare». Egli ha aggiunto inoltre di credere che molte delle persone colpite da queste restrizioni «non abbiano mai avuto la benché minima idea di non accettare le riforme liturgiche del Concilio Vaticano II».
Il cardinale di orientamento progressista Walter Kasper, quando gli è stato chiesto di commentare Traditionis custodes, ha invece detto di credere che la "stragrande maggioranza" dei fedeli cattolici sia fermamente contro la Messa tridentina, anche perché molti degli aderenti alla Messa tridentina li scandalizzano credendo che questa sia l'unica vera messa cattolica, rigettando quindi le disposizioni del Concilio Vaticano II "quasi nella loro interezza". Egli ha aggiunto che alcuni fedeli sostenitori della Messa tridentina avrebbero tramutato in divisione gli sforzi di Benedetto XVI di riconciliare e quindi avrebbero colpito il cuore stesso dell'unità della Chiesa.
Il presidente della Conferenza dei Vescovi Cattolici degli Stati Uniti, José Horacio Gómez, ha dichiarato: «Accolgo [con piacere] il desiderio del Santo Padre di promuovere l'unità tra i cattolici che celebrano il rito romano. Con la pubblicazione di queste norme, incoraggio i miei fratelli vescovi a lavorare con cura, pazienza, giustizia e carità così che possiamo promuovere il rinnovamento eucaristico della nostra nazione».
La Conferenza Episcopale Francese ha dichiarato congiuntamente che i vescovi «desiderano esprimere ai fedeli che abitualmente si trovano a celebrare secondo il messale di san Giovanni XXIII, e ai loro pastori, tutta la stima per lo spirito zelante così che la loro determinazione possa far proseguire la missione insieme, in comunione con la Chiesa e secondo le norme in vigore». La nota dei vescovi francesi aggiunge che «il motu proprio Traditionis custodes e la lettera del Santo Padre ai vescovi che introduce il documento sono richieste all'intera Chiesa a un autentico rinnovamento eucaristico. Nessuno può esserne dispensato».
Héctor Rubén Aguer, arcivescovo emerito di La Plata, ha dichiarato che le restrizioni di Traditionis custodes cancellano il lavoro dei predecessori di papa Francesco, stabilendo limiti e ostacoli arbitrari a ciò che era stato stabilito in vista dell'intento di un'ecumenicità intra-ecclesiastica e nel rispetto della libertà dei sacerdoti e dei fedeli e segnano un «deplorevole passo indietro». Inoltre non è fiducioso che tutti i vescovi possano garantire una generosa autorizzazione dell'uso dei libri liturgici in vigore nel 1962, poiché molti vescovi non sono «Traditionis custodes, ma traditionis ignari (ignoranti della Tradizione), obliviosi (dimentichi della Tradizione), o peggio traditionis evertores (demolitori della Tradizione)».
Il gesuita americano di orientamento progressista (consulente del Segretariato per le Comunicazioni vaticano) James Martin, ha scritto su America Magazine, che «Sommariamente, sono d'accordo col motu proprio di papa Francesco, non semplicemente sulla base della mia personale esperienza della crescita delle divisioni nella messa, ma ancor più per l'essermi consultato con diversi vescovi nel mondo che toccano con mano le esperienze del Popolo di Dio [nel quotidiano]»"
In occasione della morte del papa emerito Benedetto XVI, il suo segretario personale mons. Georg Gänswein ha dichiarato a Die Tagespost di credere che "papa Benedetto abbia letto questo motu proprio con il dolore nel cuore".

#### Cattolici tradizionalisti
I cattolici tradizionalisti hanno "immediatamente biasimato [il documento] come un attacco a loro e all'antica liturgia". The Tablet, un settimanale cattolico britannico, ha riferito che molti cattolici di orientamento tradizionalista si sono opposti duramente alla Traditionis custodes, asserendo che alcuni vescovi avrebbero potuto utilizzare i contenuti del motu proprio per proibire la Messa tridentina nelle loro diocesi.
Joseph Shaw, presidente della Latin Mass Society of England and Wales, ha dichiarato che il motu proprio appariva essere la «cancellazione per intero delle disposizioni volute per la messa tradizionale da papa Benedetto XVI, riportando non solo la tradizione a prima della lettera apostolica Summorum Pontificum del 2007, ma prima ancora del 1988 quando papa Giovanni Paolo II - canonizzato da papa Francesco - quando la messa antica era unicamente un'"aspirazione" dei fedeli"». Ha dichiarato inoltre che Traditionis custodes è un "documento sbalorditivo, che eccede anche le nostre peggiori aspettative. Papa Francesco ha completamente cancellato tutto ciò che era stato fatto con il Summorum Pontificum e ha contribuito a creare una situazione inattuabile, bandendo la forma straordinaria dalle chiese parrocchiali."
La Fœderatio Internationalis Una Voce ha rilasciato una dichiarazione ufficiale nella quale si rigettava completamente l'idea che quanti svolgessero o assistessero alle messe tridentine fossero da considerarsi disobbedienti alla Chiesa cattolica o ai dettami del Concilio Vaticano II.
La Fraternità sacerdotale San Pietro in un suo comunicato ha riportato di aver «ricevuto il motu proprio di papa Francesco Traditionis custodes con sorpresa». La Fraternità, inoltre, da quando è stata approvata canonicamente ha sempre rispettato «l'intero magistero della Chiesa» e il papa e pertanto «oggi la Fraternità di San Pietro è profondamente rattristata dalle ragioni date sulle limitazioni dell'uso del messale di papa san Giovanni XXIII, che è il centro del suo carisma».
Dall'altra parte, monsignor Fernando Arêas Rifan, vescovo dell'Amministrazione apostolica personale San Giovanni Maria Vianney, i cui membri utilizzano esclusivamente il Messale del 1962, ha dichiarato che essi accettano, in quanto cattolici, questa guida di papa Francesco, un intervento da lui intrapreso per motivo degli abusi di tanti cosiddetti tradizionalisti, che, a dispetto di ciò che voleva Benedetto XVI, stavano impiegando la messa della forma tradizionale per attaccare il papa e il Concilio Vaticano II.

## Applicazione

### Costa Rica
Il 20 luglio 2021, la Conferenza Episcopale della Costa Rica ha deciso che nessuna messa tridentina sarà permessa nelle diocesi costaricane.

### Germania
Il 2 febbraio 2022, Rudolf Voderholzer, vescovo di Ratisbona, ha pubblicato, in attesa dello statuto specifico che sarà elaborato dalla Conferenza episcopale tedesca, un decreto esecutivo sugli adeguamenti delle consuetudini nella sua diocesi, le quali continuano provvisoriamente:
1. Cessano quelle consuetudini che riguardano non la messa, ma le celebrazioni secondo gli anteriori Rituale Romanum e Pontificale Romanum.
2. Se per mancanza di alternative si vuole celebrare la messa secondo il Messale romano del 1962 in una chiesa parrocchiale, bisogna presentare un esposto scritto dei motivi per cui l'Ordinario locale possa chiedere la necessaria dispensa alla Congregazione per il culto divino e la disciplina dei sacramenti.
3. Le letture indicate nel Messale del 1962 devono essere eseguite nella traduzione delle Sacre Scritture approvata dalla conferenza episcopale.
4. Nei giorni feriali un sacerdote che per ragione d'ufficio celebra la messa usando l'attuale Messale romano non può nello stesso giorno celebrare un'altra messa con il Messale del 1962.
5. Cessano quelle autorizzazioni che, pur concesse dal Summorum Pontificum ai parroci, ai rettori di chiese e a tutti i sacerdoti, spettano al Vescovo locale a motivo del suo ufficio.[80][81]

Già il 30 novembre 2021, prima cioè dei chiarimenti (i Responsa ad dubia) annunciati dalla Congregazione per il culto divino e la disciplina dei sacramenti il 18 dicembre dello stesso anno, Heinrich Timmerevers, vescovo di Dresda-Meißen, autorizzò la celebrazione in una o nell'altra di due chiese filiali (non parrocchiali) della messa secondo il Messale del 1962, a domeniche alterne, fuori dell'orario delle messe secondo il Messale nuovo e a esclusione di cinque delle principali feste. Le letture dovevano essere in tedesco e gli altri sacramenti dovevano essere celebrati secondo i riti attualmente autorizzati dalla conferenza episcopale.

### Italia
Con lettera del 7 ottobre 2021, il Cardinale vicario per Roma dichiara: "Il M.P. [Traditionis custodes] stabilisce che i libri liturgici promulgati dai santi Pontefici Paolo VI e Giovanni Paolo II, in conformità ai decreti del Concilio Vaticano II, sono l'unica espressione della lex orandi del Rito Romano (art. 1, Traditionis custodes) e che pertanto non è più possibile usare il Rituale Romano e gli altri libri liturgici del "rito antico" per la celebrazione di sacramenti e sacramentali (p. es., neppure il Rituale per la riconciliazione dei penitenti secondo la forma antica). L'uso degli altri Ordines, pertanto, è espressamente interdetto e rimane consentito solo l'uso del Missale Romanum del 1962. Nella diocesi di Roma i fedeli possono assistere alla messa del 1962 (con le letture proclamate in italiano) nella parrocchia personale (affidata alla Fraternità sacerdotale San Pietro) della Santissima Trinità dei Pellegrini e anche in altre quattro chiese non parrocchiali, in cui però non si può celebrare durante il Triduo pasquale.

### Regno Unito
In Inghilterra, le messe tridentine secondo Summorum Pontificorum sono state celebrate con regolarità in specifiche chiese autorizzate dei vescovi a partire dal 2018, tre anni prima dunque dall'entrata in vigore di Traditionis custodes. La Conferenza dei vescovi cattolici di Inghilterra e Galles non si è ancora espressa sui nuovi regolamenti della messa tridentina. La prima risposta è stata la cancellazione di alcune messe previste, mentre ad altri sacerdoti diocesani è stato concesso di celebrare la messa temporaneamente in attesa di un'analisi approfondita del testo del motu proprio.

### Stati Uniti
Secondo il sito Internet The Pillar, prima dell'introduzione di Traditionis custodes si celebrava la messa tridentina in un totale di 657 centri della Chiesa cattolica negli Stati Uniti. In 413 di questi centri essa era offerta almeno una volta ogni domenica, negli altri 244 solo in alcune domeniche o in giorni feriali. Di queste messe 49 erano officiate dalla Fraternità sacerdotale San Pietro, 32 da altre fraternità sacerdotali o da istituti religiosi, le restanti 576 da sacerdoti diocesani o di cui le fonti non specificavano l'identità. Secondo il Pew Research Center, le parrocchie cattoliche negli Stati Uniti erano più di 17.000.
Subito dopo la pubblicazione del motu proprio, alcuni vescovi americani hanno fatto presente di avere bisogno di tempo per studiare le nuove direttive, per cui la messa del 1962 poteva nelle loro diocesi continuare provvisoriamente a essere celebrata dove era già in uso. Il 23 luglio 2021, una settimana dopo la pubblicazione del motu proprio, la Catholic News Agency ha svolto un sondaggio tra le diocesi statunitensi. Per quanto la maggior parte delle diocesi non avesse commentato direttamente le disposizioni di Traditionis custodes; fra quelle che le avevano commentate, la maggioranza aveva dato un assenso provvisorio a continuare la celebrazione della messa tridentina in attesa di una decisione da emettere dopo avere studiato il documento.
Dall'altra parte, l'arcidiocesi di Cincinnati ha saputo pubblicare in pochissimo tempo le sue norme di attuazione, entrate in effetto già il 19 luglio 2021, tre giorni dopo la pubblicazione del documento pontificio. In esse sono designate quattro località (chiese non parrocchiali) nelle quali l'arcivescovo autorizza la celebrazione della messa del 1962. Sono abrogate le norme, istruzioni, concessioni e consuetudini non in conformità con Traditionis custodes. Non si prevede alcun uso di altri libri liturgici in vigore nel 1962, tra i quali il Rituale romano del 1952, per la celebrazione dei sacramenti e sacramentali della Chiesa.
Con decreto del 23 luglio 2021 Thomas Olmsted, vescovo di Phoenix, ha concesso una dispensa, a favore di sette chiese parrocchiali della sua diocesi, dalla norma che le esclude, per il fatto di essere chiese parrocchiali, dai luoghi in cui il vescovo diocesano può permettere celebrazioni secondo il Messale del 1962. Con decreto del 29 luglio 2021, il vescovo di Birmingham, mentre osserva che, con il motu proprio Traditionis custodes, sono abrogate le norme, istruzioni, concessioni e consuetudini precedenti, che risultino non conformi con quanto disposto in esso, afferma che perciò egli stesso darà il permesso, nella misura necessaria, di celebrare gli altri sacramenti e i sacramentali usando i libri liturgici legittimamente approvati per l'uso nel 1962. Dichiara inoltre che non è permesso alcun uso dei libri liturgici di prima del 1970, oltre ai casi menzionati nello stesso suo decreto del 29 luglio 2021 e ai casi in cui venga rilasciata una facoltà a chi legittimamente ne fa richiesta.  Altre diocesi hanno esplicitamente riconosciuto che non spetta a esse esimersi dall'applicazione dei responsa ad dubia pubblicata della Congregazione per il Culto Divino e la Disciplina dei Sacramenti nel dicembre del 2021.
Il 21 dicembre 2021 Michael Francis Burbidge, vescovo di Arlington, diocesi nella quale 21 parrocchie celebravano la messa tridentina, comunicò ai parroci che i Responsa non permettevano più di celebrare battesimi, cresime, nozze ecc. nella forma anteriore e che egli, dopo avere consultato i suoi consiglieri e i parroci interessati, avrebbe pubblicato nel 2022 le relative direttive di applicazione, fino alla quale pubblicazione essi avrebbero potuto continuare a celebrare la messa tridentina. Il 29 luglio 2022 è avvenuta la pubblicazione delle promesse direttive: a partire dall'8 settembre 2022 la celebrazione della messa tridentina è permessa nella diocesi solo in 8 località, tra le quali 3 chiese parrocchiali, per le quali la necessaria dispensa è stata concessa dal Dicastero per il Culto Divino e la Disciplina dei Sacramenti per un biennio, prorogabile a condizione di continuare gli sforzi a favore della forma unitaria.
Il 27 dicembre 2021, l'arcivescovo di Chicago cardinale Blase Cupich ha pubblicato la direttiva di applicazione del motu proprio nella sua arcidiocesi. Ha ribadito i vari punti del motu proprio e dei chiarimenti del 4 dicembre 2021 forniti dalla Congregazione per il Culto Divino e inoltre ha ordinato che quei sacerdoti e quei gruppi ai quali l'arcivescovo di Chicago permetta di celebrare la Messa usando il Messale del 1962 siano tenuti la prima domenica di ogni mese, nel Natale, nel triduo pasquale e nelle domeniche di Pasqua e di Pentecoste a celebrare la messa utilizzando esclusivamente i libri liturgici promulgati da Paolo VI e da Giovanni Paolo II, o in volgare o in latino e normalmente versus populum, con l'intento "di promuovere e manifestare l'unità di questa Chiesa locale, nonché di offrire a tutti i cattolici dell'arcidiocesi l'opportunità di offrire una manifestazione concreta dell'accettazione dell'insegnamento del Concilio Vaticano II e dei suoi libri liturgici". L'Istituto di Cristo Re Sommo Sacerdote ha deciso, piuttosto che accettare questa direttiva, di non celebrare più la messa pubblicamente a Chicago. Un altro istituto di canonici regolari, presente a Chicago, quelli di san Giovanni Canisio, si è conformato invece alla nuova normativa.
Il 15 luglio 2022, Stephen Douglas Parkes, vescovo di Savannah, che il 4 novembre 2021 aveva permesso la celebrazione pubblica della messa secondo il messale del 1962 ogni domenica e il giorno di Natale nella cattedrale e mensilmente in altre tre chiese, ha annunciato che tale celebrazione non sarà più permessa nella sua diocesi dopo il 23 maggio 2023. Il 22 luglio dello stesso anno, il cardinale Wilton Daniel Gregory, arcivescovo di Washington ha decretato che a partire dal 21 settembre 2022 si permetterà la celebrazione secondo il messale del 1962 sia privatamente sia in pubblico solo dopo avere ottenuto il permesso dell'arcivescovo, solo di domenica e solo in tre determinate località, nessuna delle quali è una chiesa parrocchiale. Di norma tali celebrazioni devono essere versus populum e le letture bibliche devono essere in lingua vernacola.

### Fraternità sacerdotale San Pietro
In data 11 febbraio 2022, la Santa Sede ha permesso ai membri dell'istituto Fraternità sacerdotale San Pietro di adoperare all'interno delle proprie chiese e dei propri oratori il Messale, il Rituale, il Pontificale e il Breviario vigenti nel 1962, facoltà che possono usare in altre chiese solo con il consenso dell'Ordinario locale, eccetto nella celebrazione privata della messa. Tuttavia, prosegue il decreto, il Santo Padre raccomanda che si tengano quanto più possibile in considerazione le disposizioni del motu proprio Traditionis Custodes.